# Oxetaan
Oxetaan, soms oxacyclobutaan, is een heterocyclische organische verbinding, bestaande uit een ring met drie koolstofatomen en een zuurstofatoom. Het is een cyclische ether.

## Synthese
Met oxetanen worden ook algemeen verbindingen aangeduid met een oxetaanmolecule als basisstructuur. Ze worden onder meer gevormd in de zogenaamde Paternò-Büchi-reactie; dit is een cycloadditiereactie tussen een carbonylverbinding en een alkeen, die gekatalyseerd wordt door UV-licht. Het is daarmee een voorbeeld van toepassing van de Woodward-Hoffmann-regels:
Cyclische ethers kunnen ook gevormd worden door de cyclisatie van een diol, met een zuur als katalysator. Bijvoorbeeld 1,3-butaandiol kan men omzetten in 2-methyloxetaan:

## Eigenschappen en toepassingen
Oxetaan is een kleurloze, vluchtige en licht ontvlambare vloeistof. Het is een reactieve stof en ze polymeriseert gemakkelijk via ringopening. Dit is te wijten aan de inwendige spanning in de kleine, vierledige oxetaanring, die hoger is dan bij tetrahydrofuraan (THF), de cyclische ether met een vijfledige ring. De polymerisatie van oxetaan verloopt sneller dan die van THF. Al dan niet gesubstitueerde oxetanen kunnen ook met THF gecopolymeriseerd worden.
De eigenschappen van polyoxetanen variëren sterk naargelang de functionele groepen die op de oxetaanring gesubstitueerd zijn. Polyoxetaan zelf heeft een laag smeltpunt van ongeveer 35 °C. Poly(3,3-bis(chloormethyl)oxetaan) (PBCMO) heeft een smeltpunt van circa 180 °C (het cijfer 3 slaat op het koolstofatoom in positie 3, tegenover het zuurstofatoom).
PBCMO is een van de enige oxetaanpolymeren dat ooit commercieel geproduceerd is; het was een product van Hercules Inc. met als merknaam Penton. Het kan aan een relatief hoge temperatuur weerstaan, heeft een goede chemische bestendigheid (behalve tegen sterke zuren) en absorbeert weinig water. Door de chloorhoudende groepen is het ook zelfdovend. Omdat oxetaan een dure grondstof is, bleek het echter niet rendabel en de productie werd na vijftien jaar stopgezet.
Andere oxetaanpolymeren die commercieel geproduceerd zijn zijn Velvetol, die door Allessa wordt geproduceerd, en Cerenol, die door DuPont werd geproduceerd.
Oxetaanpolymeren zonder functionele groepen vormen een cokristal met water boven de temperatuur van water en van de oxetaanpolymeren zelf.
Polymeren van oxetanen met energetische groepen, zoals azide- of nitrogroepen, zijn voorgesteld als component van explosieven of vaste raketbrandstof.